# 米川カトリック教会
米川カトリック教会（よねかわカトリックきょうかい）は、宮城県登米市東和町にあるキリスト教（カトリック）の教会である。

## 沿革
当教会のある米川地区で江戸時代の享保年間、120名のキリシタン信者が処刑され、三経塚に葬られたことから「東北の長崎」と呼ばれる。1954年（昭和29年）、米川村（当時）の村誌編集にあたって、キリシタン迫害の遺跡調査を行い、その史実が判明。その話を聞いた当時の仙台司教・小林有方が当地に赴き、同年秋から週1回の講義を行った。同時に民家を借りて仮聖堂とした。翌年には、聖堂兼幼稚園の建物が竣工することになり、300名以上が洗礼式を受けた。また小林はカナダに赴いて寄付を集め、それを基に1956年3月、修道院兼教会、保育園の落成。4月には、米川聖マリア愛児園が開園した。

## キリシタンの里まつり
地域の歴史と文化を継承するイベントとして1982年、「三経塚殉教祭」として米川カトリック教会と信徒会が野外ミサを行ったのが始まり。その後「米川キリシタンまつり」、1988年「キリシタンの里まつり」と改名された。三経塚のひとつ、海無沢で行われる青空ミサに信者が訪れ、殉教者慰霊のため賛美歌斉唱や聖書朗読が行われる。

## 現地情報

### 所在地
- 宮城県登米市東和町米川字町裏41-2

### アクセス
- 三陸沿岸道路登米東和インターチェンジから車で約15分

### 周辺情報
- 大慈寺 (登米市) - 米川の水かぶりで知られる
- 道の駅林林館